# Leopold Lis-Kula
Leopold Kula ps. „Lis” (ur. 11 listopada 1896 w Kosinie, zm. 7 marca 1919 w Torczynie) – major piechoty Wojska Polskiego, kawaler Orderu Virtuti Militari, pośmiertnie awansowany do stopnia pułkownika.

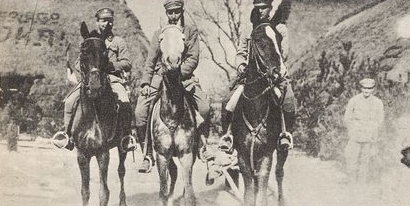
Sawa-Machowicz, Lis-Kula, Pększyc-Grudziński

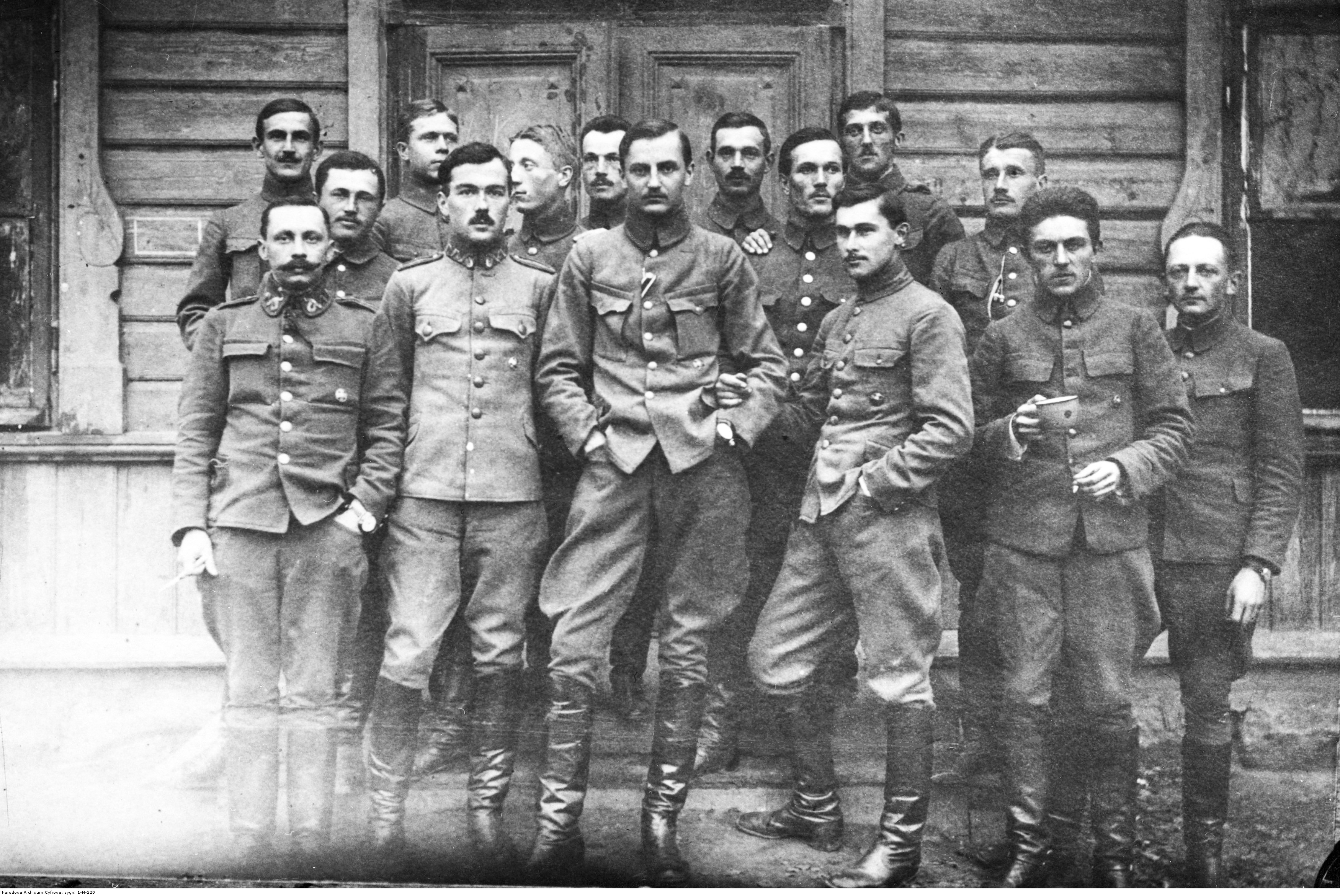
Grupa oficerów I Brygady Legionów; pośrodku kpt. Leopold Lis-Kula; 1916

## Życiorys
Wnuk Ludwika Czajkowskiego – kowala ze Świlczy i powstańca styczniowego z 1863. Był czwartym dzieckiem Tomasza i Elżbiety Kulów, ojciec był urzędnikiem kolejowym.
Od 5 roku życia przez rok uczęszczał do szkoły w rodzinnej Kosinie. Kiedy dzieci podrosły, Kulowie przenieśli się z Kosiny do Rzeszowa, gdzie łatwiej było uzyskać wykształcenie. Zamieszkali tu w domu przy ul. Przybyszowskiej. W miarę upływu lat Kulom urodziło się jeszcze czworo dzieci.
Wychowaniem chłopca zajmowała się głównie matka, wszczepiając mu ideały patriotyczne i etyczne. Elżbieta Kulowa wspominała: „Zawsze chwalebny w obyczajach i zdobywaniu wiedzy, miał zamiłowanie do historii tak wielkie, że nawet do jedzenia często nie można było oderwać go od książek!”. Kula, wraz z trójką najstarszego rodzeństwa, uczęszczał do szkoły ludowej na tzw. Ruskiej Wsi i C.K. II Gimnazjum. Był niezłym uczniem z matematyki, języka niemieckiego, geografii, historii i gimnastyki, ale zdecydowanie słabszym z języka polskiego, łaciny i nauk przyrodniczych. Jak świadczą zapisane wspomnienia jego kolegów, często wymykał się na wagary. To właśnie podczas jednej z takich wypraw wiosną 1911 założyli w Olszynkach nad Wisłokiem tajne stowarzyszenie z myślą przygotowania się do walki o Polskę.
W Galicji nasilały się nastroje niepodległościowe i Leopold (mając 15 lat) zorganizował z kilkoma kolegami tajną organizację wojskową. Po jej rozpadzie wstąpił do skautingu. Kiedy w listopadzie 1911  do Rzeszowa przyjechał z misją inspekcyjno-instruktażową twórca ruchu skautowego w Galicji Andrzej Małkowski, mógł z satysfakcją odnotować, że młodzi rzeszowianie dobrze znają ideę i opanowali już podstawy skautingu. Aleksander Kamiński (za okupacji hitlerowskiej żołnierz harcerskich Szarych Szeregów i biograf Andrzeja Małkowskiego) tak opisuje spotkanie rzeszowskich gimnazjalistów z „ojcem harcerstwa” w Galicji: „Wszyscy byli wsłuchani w gawędę pana Andrzeja, a najbardziej Józek Kret i Leopold Kula. – Druhu Andrzeju, my czytamy „Skauta” i siedmiu z nas już założyło patrol „Lisów” – poinformował Poldek. – Jak się nazywasz? – zapytał Małkowski. – Kula, ale chłopaki wołają na mnie Lis. Mówią, że jestem bystry i chytry jak lis! – uzupełnił Poldek z lekką przechwałką”.
Pod wpływem spotkania z Andrzejem Małkowskim w Olszynkach nad Wisłokiem i jego gawęd o potrzebie pracy nad sobą w służbie dla niepodległej Polski coś nowego pojawiło się w charakterach rzeszowskich skautów. Aleksander Kamiński przytacza rozmowę Leopolda z drużynowym skautów w Rzeszowie Julianem Woińskim: „Druhu Julku – zaczął półgłosem Leopold – to wszystko, o czym mówił druh Andrzej, jest wielkie, porywające. Wszyscy w naszym zastępie „Lisów” kształcimy siebie zgodnie z tym, co nam mówił. Ale ja chciałbym czegoś więcej. Skauting daje nam fundamenty, daje nam zrozumienie, jacy powinniśmy być w wolnej Polsce, ale dlaczego nie uczy walki o Nią?”
Te słowa charakteryzują rozterki nie tylko Leopolda. Młodzi chłopcy, wśród nich rzeszowscy gimnazjaliści, dłużej nie chcieli czekać. Zastęp „Lisów” stworzył nawet rodzaj regulaminu, w którym czytamy: „Charakter skauta to fundament, lecz o niepodległość walczy się z bronią. Wojna musi zastać przygotowanym każdego z „Lisów”, skaut to zagończyk na przedpolu bitewnym!”
Wiosną 1912, w obliczu konfliktu rosyjsko-austriackiego o Bałkany, ożywiły się w Galicji nadzieje niepodległościowe. Niespełna 16-letni gimnazjalista Leopold Kula wraz z zastępem „Lisów” szybko, w konspiracji poznaje tajniki walki podziemnej, ćwiczy szermierkę i musztrę. Spotykają się w lasach w okolicach Głogowa Młp. i Tyczyna. Stefan Przyboś, młodszy kolega Leopolda z gimnazjum w Rzeszowie, wspomina: „Było z nami kilku młodych nauczycieli, którzy niegdyś służyli w wojsku austriackim. Uczyli nas sztuki wojowania na wycieczkach szkolnych. Podczas tych ćwiczeń najbardziej wyróżniał się Leopold Kula, uczeń klasy piątej gimnazjum, który świetnie poruszał się w terenie, umiejąc w porę dowodzonym oddziałem oskrzydlić nieprzyjaciela”.
W 1912 Leopold jako jeden z pierwszych wstępuje do organizującego się w Rzeszowie Związku Strzeleckiego, w którym przyjął pseudonim „Lis”. Ta organizacja była mu bliższa, gdyż w odróżnieniu od harcerskiej, pozostającej pod wpływami endecji, wywodzi się z idei socjalistycznych, z którymi zapoznał się, działając w kółkach Promienistych.
Zakorzenione w skautingu dojrzałe poczucie patriotyzmu, zapał do walki i umiejętności wyniesione z harcowania wśród pól i lasów Głogowa i Tyczyna widocznie były duże, skoro szybko zyskał w nowej organizacji sympatię i uznanie. Zwrócił na niego uwagę Józef Piłsudski, który jako komendant konspiracyjnego Związku Strzeleckiego wizytował tajne manewry w okolicach Jasła. Spodobał mu się młody strzelec z Rzeszowa, który dowodząc grupą rówieśników wspaniale przeprowadził manewr oskrzydlający. Piłsudski wyróżnił go pochwałą przed frontem strzelców (Marszałek nazywał go „swoim kochanym chłopcem”). Te właśnie ćwiczenia i pochwała Komendanta sprawiły, że w czasie wakacji szkolnych wysłano Lisa-Kulę na tajny kurs oficerski do Zakopanego, który ukończył z wyróżnieniem i dostał stopień oficera strzeleckiego. W 1913 komendant Związku Strzeleckiego w Rzeszowie Rudolf Wilk zaproponował po odejściu Józefa Nadziei jego kandydaturę na swojego zastępcę komendanta okręgu Związku Strzeleckiego w Rzeszowie. W Rzeszowie mało kto przypuszczał, że spokojny i nad wiek poważny, zaledwie 16-letni uczeń gimnazjum pełnił w Związku Strzeleckim tak wysoką i odpowiedzialną funkcję.
Kolega Leopolda – Stefan Przyboś wspomina, że wiedziało o tym wówczas – siłą rzeczy – niewiele osób, a jeśli coś wyróżniało młodego zastępcę komendanta Związku Strzeleckiego, to mały karabinek, z którym paradował niewinnie na zakończenie roku szkolnego w czerwcu 1913 – ku zdziwieniu i przerażeniu nauczycieli i dyrekcji II Państwowego Gimnazjum ck w Rzeszowie. Praktyczny egzamin umiejętności nabytych podczas skautowych i strzeleckich ćwiczeń w okolicach Jasła, Głogowa i Tyczyna Leopold i jego koledzy z C.K. II Gimnazjum w Rzeszowie złożyli latem 1914. Wcześniej w 1914 Leopold Kula ukończył VII klasę w C.K. II Gimnazjum.
5 sierpnia 1914 na czele kompanii strzeleckiej przybył z Rzeszowa do Krakowa. Tu wyznaczony został na dowódcę 4 kompanii w grupie dowodzonej przez Mieczysława Trojanowskiego „Rysia”. 18-letni Leopold wyróżnił się już w pierwszych walkach pod Kielcami, gdzie dowodził 2. kompanią V batalionu Legionów. 9 października 1914 zostaje podporucznikiem. Na akcie nominacyjnym są podpisy Józefa Piłsudskiego i Kazimierza Sosnkowskiego. Dowodził swoją kompanią w zwycięskich walkach m.in. pod Krzywopłotami i Łowczówkiem.
W I Brygadzie Legionów rośnie jego sława odważnego i przewidującego dowódcy, dbającego o swoich podkomendnych. Wiosną 1915 Leopold walczy ze swym oddziałem na linii Włostów i Ożarów, a gdy I Brygada przekracza Wisłę, brał udział w walkach na Lubelszczyźnie. Uczestniczył w bojach pod Jastkowem, Kamionką, Kostiuchnówką, Kamienną i Kuklą. Między bitwami zdołał się nauczyć biegle francuskiego i przestudiował dzieła Kanta, Nietzschego i Spinozy. W okopach uczył analfabetów i – co szczególnie zdumiewające – prowadził klub sportowy.

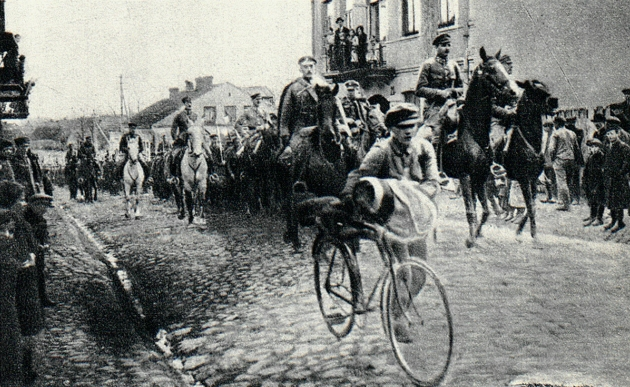
Wejście 1 Pułku Piechoty Legionów Polskich do Zambrowa. Na czele kpt. Leopold Lis-Kula, listopad 1916

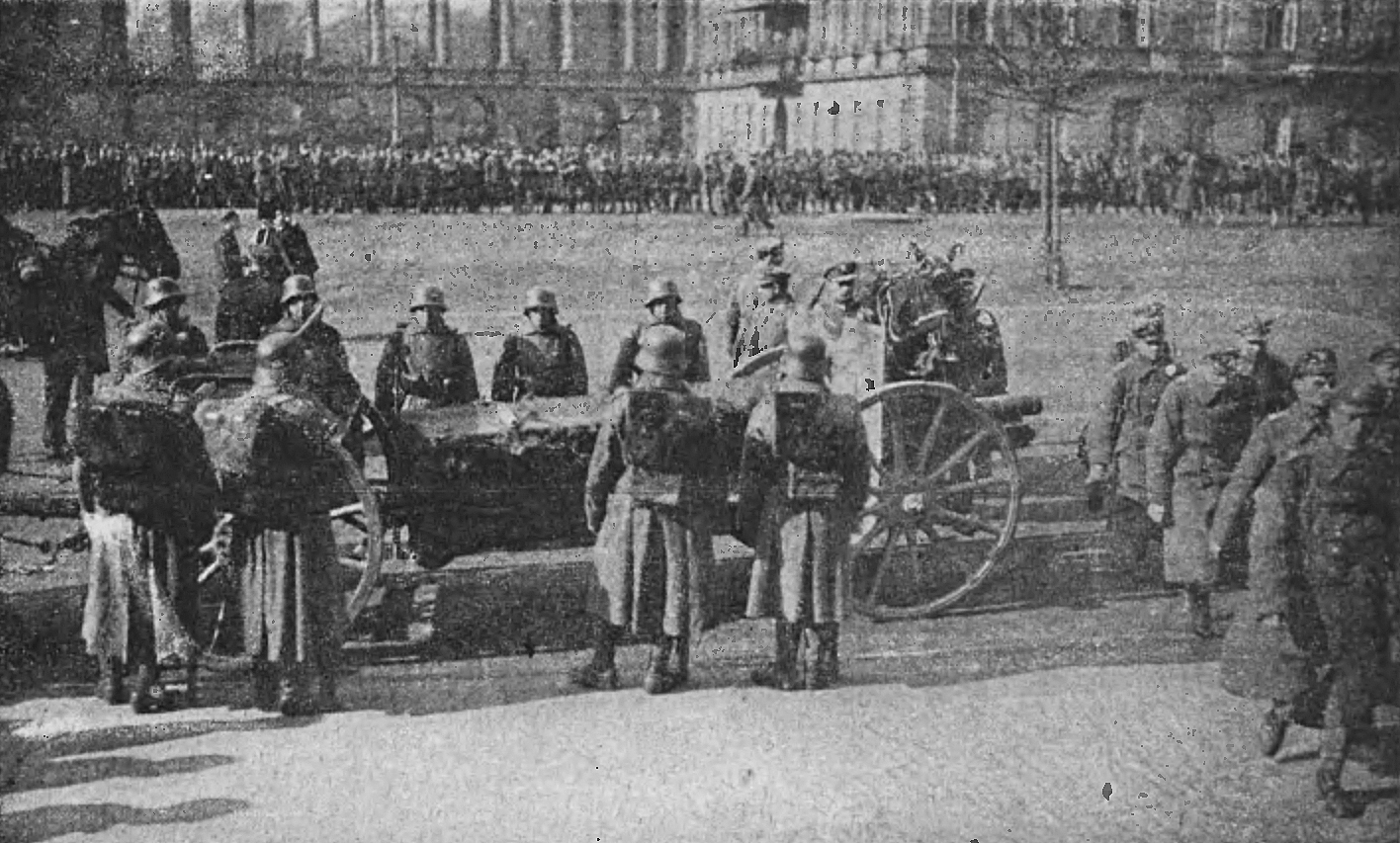
Uroczystości pogrzebowe Lisa-Kuli w Warszawie

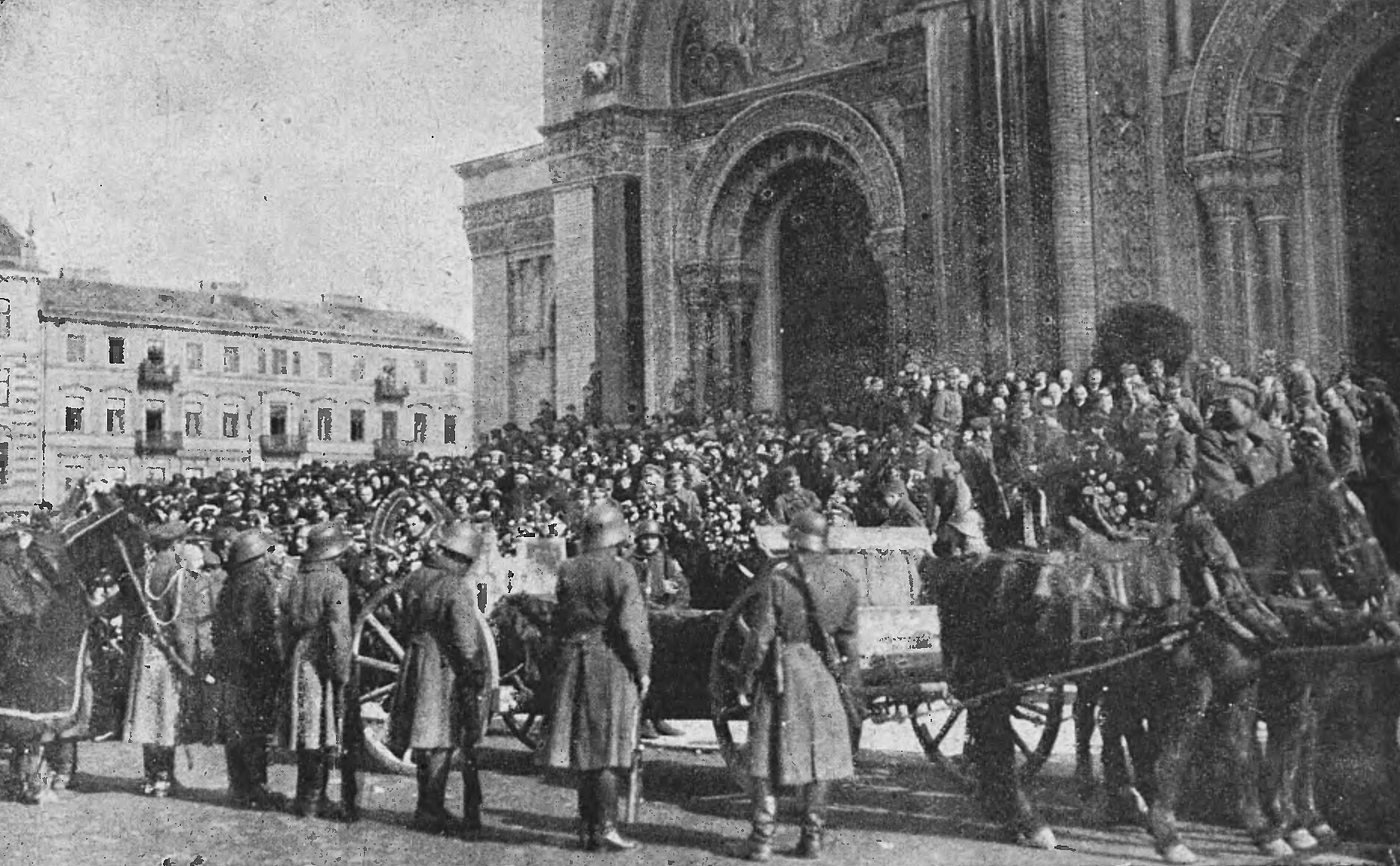
Uroczystości pogrzebowe Lisa-Kuli w Warszawie

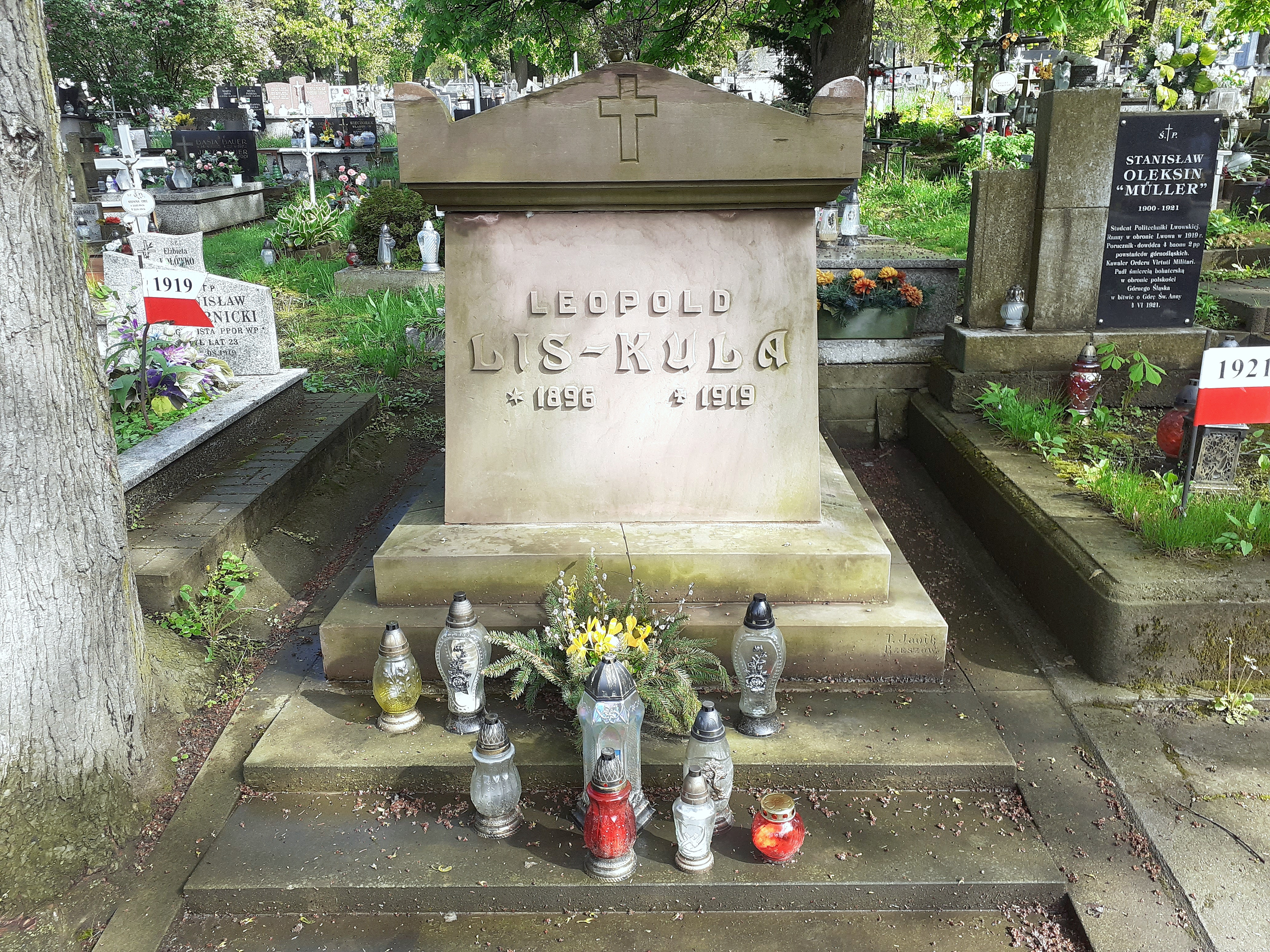
Nagrobek Leopolda Lisa-Kuli (2023)

W trakcie działań wojennych, podczas urlopu w styczniu 1915, zdał w gimnazjum w Wadowicach egzamin dojrzałości.
W 1917, w czasie kryzysu przysięgowego odmówił złożenia przysięgi wierności cesarzowi niemieckiemu, został internowany. Po oficjalnym rozwiązaniu Legionów, jako obywatel austriacki, znalazł się na froncie włoskim w stopniu feldfebla (sierżanta), gdyż nie uznano mu wcześniejszych awansów. Walcząc we Włoszech odniósł poważne rany, w czasie leczenia udało mu się wrócić do Polski.
W pierwszych tygodniach 1918 zgłosił się do krakowskiej komendy Polskiej Organizacji Wojskowej, oddając się do dyspozycji jej komendanta Edwarda Rydza-Śmigłego, skąd później wyruszył w charakterze emisariusza na wschód. Jego celem jako wysłannika było skierowanie powstałych w Rosji polskich korpusów (stacjonujących wówczas na Białorusi, Ukrainie i w Besarabii) do walki z państwami centralnymi. W zagrożonym likwidacją ze strony Niemców I Korpusie Polskim zajął się działalnością instruktorską oraz stanął na czele organizacji spiskowej, mającej wystąpić przeciwko dowódcy całości zgrupowania wojsk, generałowi Józefowi Dowbor-Muśnickiemu. Wobec przyjęcia 21 maja przez Dowbora-Muśnickiego niemieckiego ultimatum (zakładającego m.in. rozbrojenie i demobilizację polskich oddziałów), grupa spiskowców podjęła próbę realizacji planu przejęcia władzy nad korpusem. W nocy z 21 na 22 maja 1918 grupie żołnierzy udało się aresztować na kilka godzin dowódcę I Korpusu, w czym największą aktywność wykazali kpt. Lis-Kula, kpt. Ignacy Matuszewski oraz przewidywany jako następca Dowbor-Muśnickiego, płk. Przemysław Barthel de Weydenthal. Wobec braku współdziałania ze strony wiernych swojemu dowódcy podkomendnych, nie doszło do realizacji dalszych planów emisariuszy POW. Zakładały one rozpoczęcie walki ze skoncentrowanymi w pobliżu Bobrujska wojskami niemieckimi, a następnie przebijanie się w kierunku Dniepru i na południe przez tereny kontrolowane przez bolszewików i zrewoltowane chłopstwo.
Wobec niepowodzenia planu przejęcia kontroli nad I Korpusem Polskim, Lis-Kula zajął się tworzeniem polskich sił zbrojnych za frontem wschodnim. W wieku 22 lat został pierwszym Komendantem Placu POW w Kijowie. Prowadził tam walki dywersyjne. W Legionach Polskich rosła jego legenda. Był ulubieńcem Józefa Piłsudskiego, uzdolnionym dowódcą, niezwykle odważnym żołnierzem. Powierzano mu najtrudniejsze odcinki walki m.in. na Ukrainie. 17 grudnia 1918 r. awansowany do stopnia majora. Na przełomie 1918–1919 brał udział w odsieczy Lwowa przeciwko wojskom ukraińskim. Na froncie ukraińskim odbył szereg zwycięskich potyczek. Nocą z 6 na 7 marca 1919 przeprowadził na czele polskich żołnierzy atak na zajęte przez Ukraińców miasteczko Torczyn. Po jego zdobyciu został ciężko ranny w pachwinę, w wyniku tego zdarzenia nastąpiło przerwanie tętnicy. Leopold Lis-Kula zmarł 7 marca, około 6.00 nad ranem z powodu zbyt dużego upływu krwi.
Był jednym z najbardziej utalentowanych polskich oficerów. Pośmiertnie awansowany do stopnia podpułkownika. 22 maja 1920 został pośmiertnie zatwierdzony z dniem 1 kwietnia 1920 w stopniu pułkownika piechoty, w grupie oficerów byłych Legionów Polskich. 13 marca rozpoczęły się w Warszawie uroczystości pogrzebowe. Następnie trumna z ciałem oficera została odtransportowana z Warszawy przez Kraków do Rzeszowa. 16 marca 1919 Leopold Lis-Kula został pochowany na cmentarzu na Pobitnie. W czasie uroczystości pogrzebowych złożono wieniec z napisem „Memu dzielnemu chłopcu – Józef Piłsudski” . Przemówienie podczas pogrzebu wygłosił ks. Stanisław Żytkiewicz.

## Ordery i odznaczenia
- Krzyż Srebrny Orderu Wojskowego Virtuti Militari nr 7063 – pośmiertnie 17 maja 1922[15]
- Krzyż Niepodległości z Mieczami – pośmiertnie 19 grudnia 1930 za pracę w dziele odzyskania niepodległości[16]
- Order Korony Żelaznej III klasy (Austro-Węgry)
- Krzyż Żelazny II klasy (Królestwo Pruskie)[17]

## Upamiętnienie

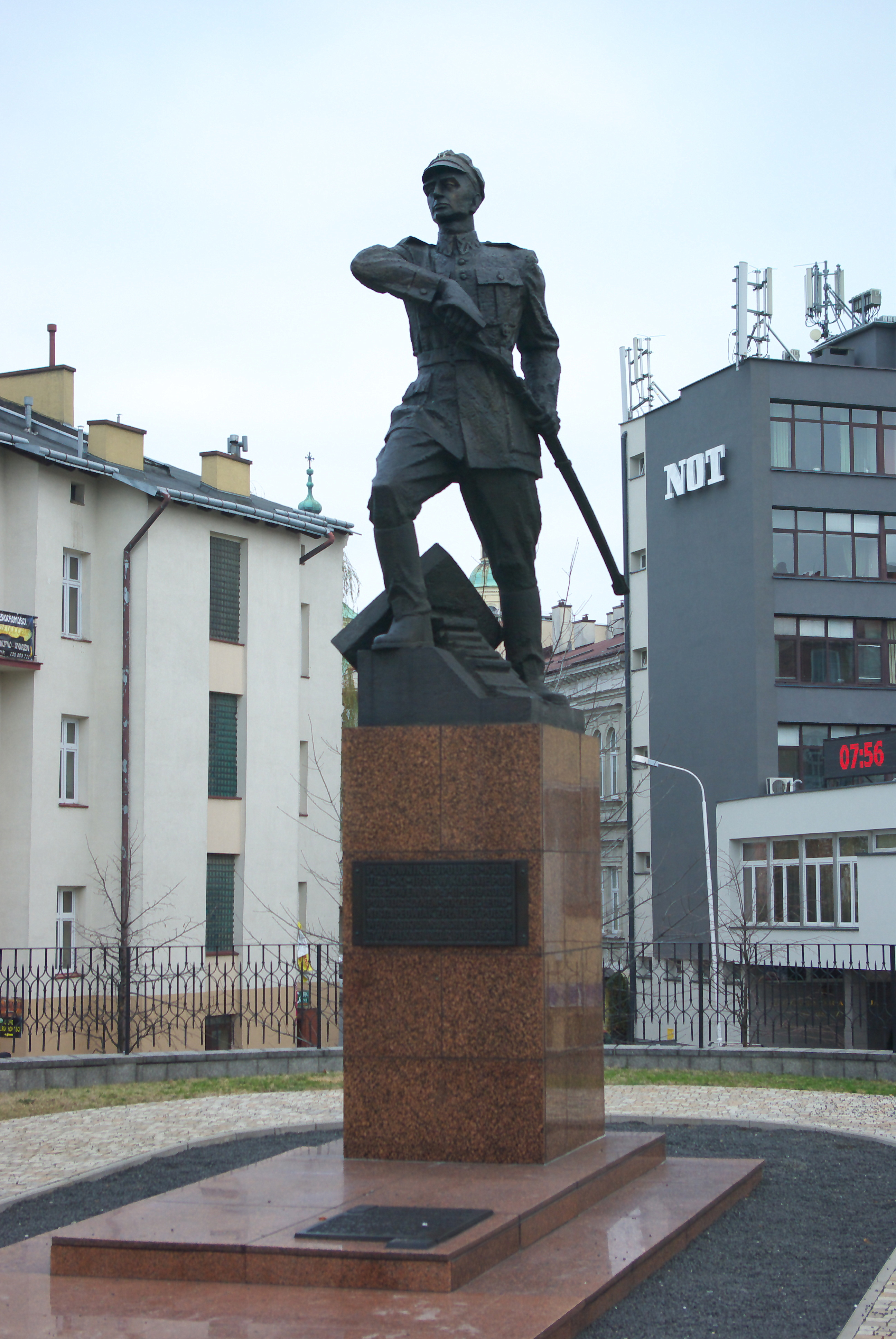
Pomnik Leopolda Lisa-Kuli w Rzeszowie

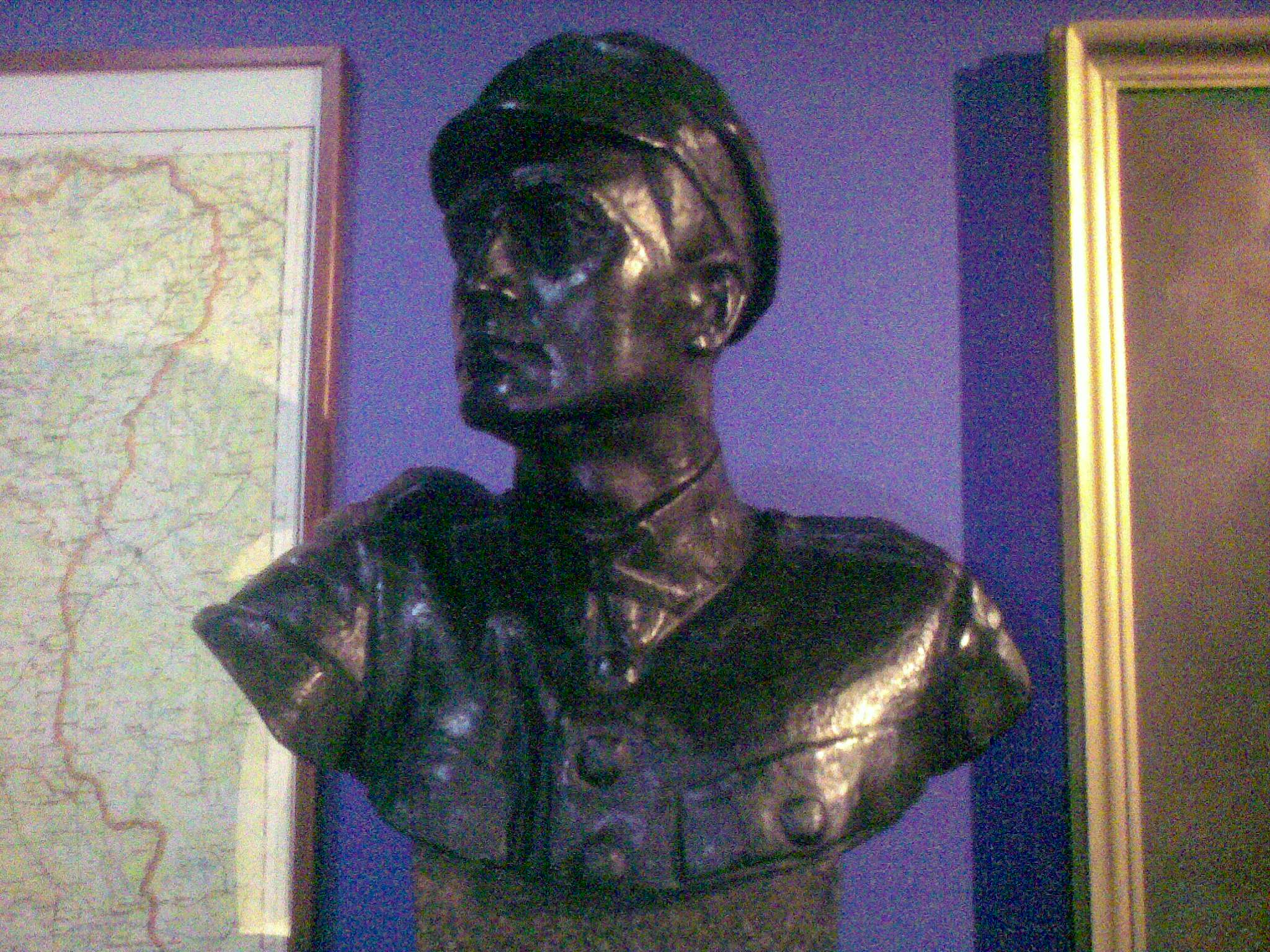
Popiersie Leopolda Lisa-Kuli autorstwa Edwarda Wittiga ze zbiorów Muzeum Wojska Polskiego w Warszawie

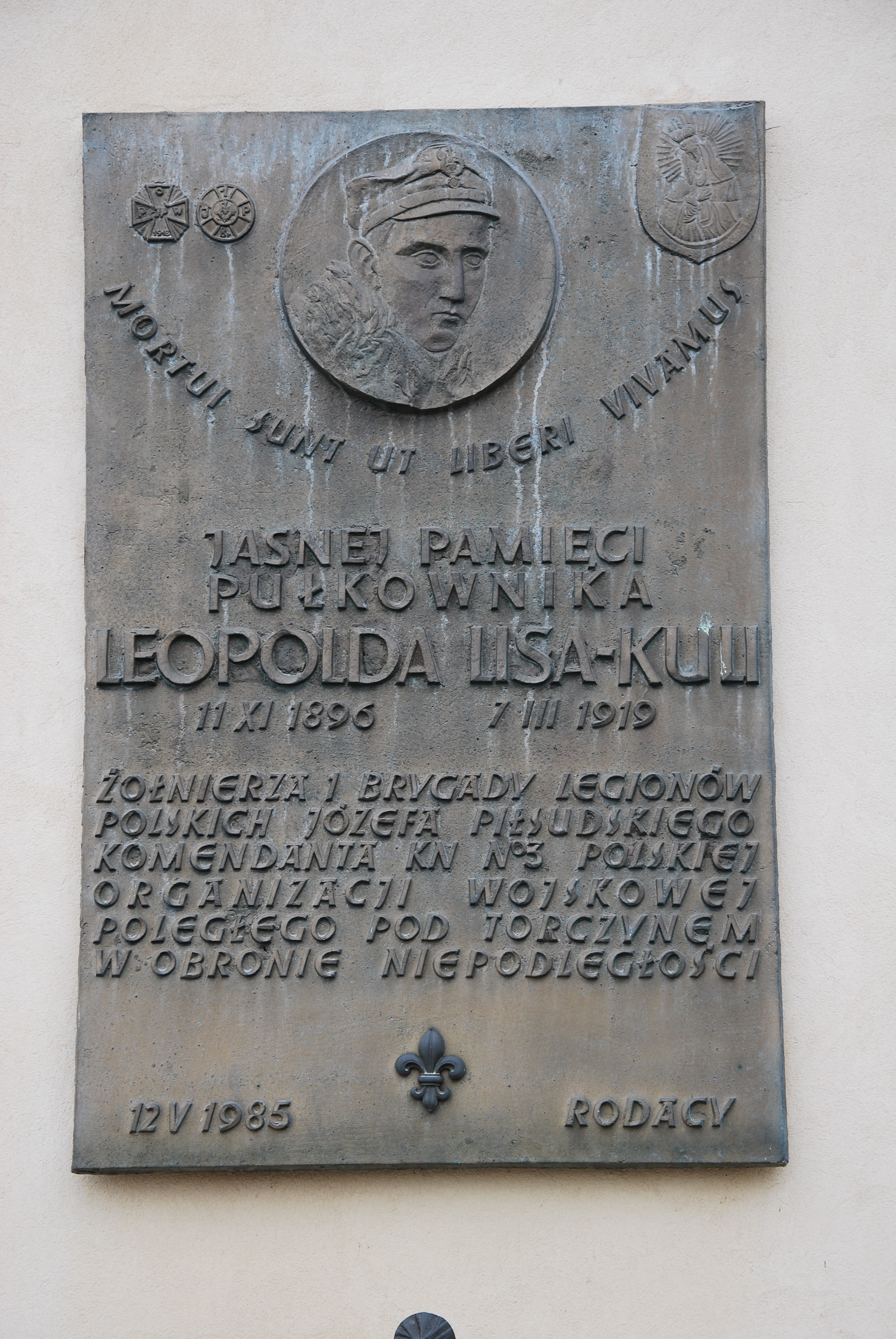
Tablica na kościele św. Wojciecha i św. Stanisława w Rzeszowie

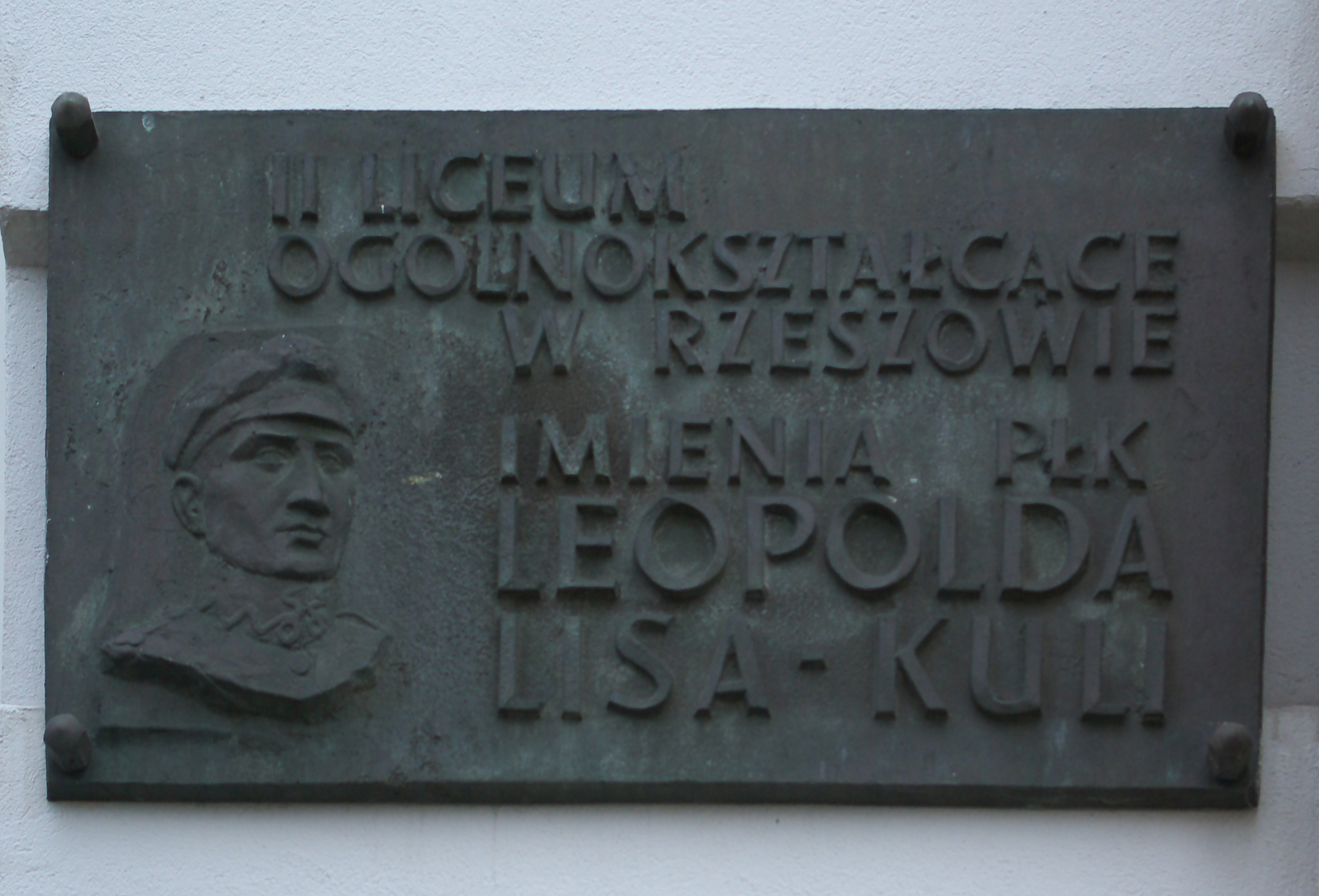
Tablica na budynku II LO w Rzeszowie

- 18 września 1932 został odsłonięty pomnik Leopolda Lisa-Kuli w Rzeszowie[18].
- W drugiej połowie lat 30. była realizowana idea budowy szkoły im. pułkownika w rodzinnej wsi Kosina[19].
- Uchwałą Rady Miasta Rzeszowa na uroczystym posiedzeniu 23 lipca 1936 uczczono pamięć dziesięciorga ludzi Legionów Polskich, w tym Leopolda Lisa-Kuli, nazywając nazwiskiem każdego z nich ulicę w mieście[20].
- Imieniem młodego legionisty nazwano w Polsce wiele ulic i obiektów, a nawet pociąg pancerny, układano o nim pieśni.
- W 1937 imię Leopolda Lisa-Kuli otrzymało V Gimnazjum męskie na Bródnie (dzisiaj XIII Liceum Ogólnokształcące).
- Jego życiorys opisał Karol Koźmiński w książce pt. Kamienie na szaniec, wydanej w 1937[21].
- 8 marca 1939 Minister Spraw Wewnętrznych dla upamiętnienia zasług pułkownika nadał kolonii powstałej na gruntach wydzielonych z leśnictwa państwowego Smoligów, w gminie Torczyn, nazwę „Kolonia Lisa-Kuli”[22].
- W 1939 został patronem 23. Pułku Piechoty we Włodzimierzu Wołyńskim.
- Uroczyste obchody upamiętniające płk. Lisa-Kulę odbywały się w II Rzeczypospolitej do 1939[23][24].
- 12 maja 1985 z inicjatywy Charytatywnej Grupy Inteligencji Katolickiej na fasadzie kościoła św. Wojciecha i św. Stanisława w Rzeszowie ustanowiono tablicę upamiętniającą Leopolda Lisa-Kulę, którą odsłoniła jego siostra Amelia Zaniewska, a poświęcił biskup Tadeusz Błaszkiewicz[25]
- Od 7 marca 1991 II Liceum Ogólnokształcące w Rzeszowie, czyli macierzysta szkoła płk. Leopolda Lisa-Kuli, nosi jego imię. Na ścianie gmachu szkoły ustanowiono tablicę z wizerunkiem pułkownika.
- 11 listopada 1989 r. powstała w Rzeszowie VIII Rzeszowska Drużyna Harcerzy im. Leopolda Lisa-Kuli (www.VIII.zhr.pl).
- 13 września 1990 r. powstała w Jaśle 139 Drużyna Harcerzy "Lisy" im. Leopolda Lisa-Kuli.
- 11 listopada 2012 r., z inicjatywy Towarzystwa Przyjaciół Świlczy, ufundowano i odsłonięto tablicę na budynku Urzędu Gminy Świlcza upamiętniającą płk. L. Lisa-Kulę i jego rodziców pochodzących ze Świlczy i z Rudnej Wielkiej.
- W 2018 metalowy zespół Horytnica nagrał piosenkę pt. „Lis-Kula”, upamiętniającą Leopolda Lisa-Kulę.